# Sakata Eio
Pour les articles homonymes, voir Sakata et Eio.
Dans ce nom japonais, le nom de famille, Sakata, précède le nom personnel.
Sakata Eio (坂田 栄男, Sakata Eio), né le 15 février 1920 et mort le 21 octobre 2010 à Tokyo (Japon), est un joueur de go professionnel japonais.

## Biographie

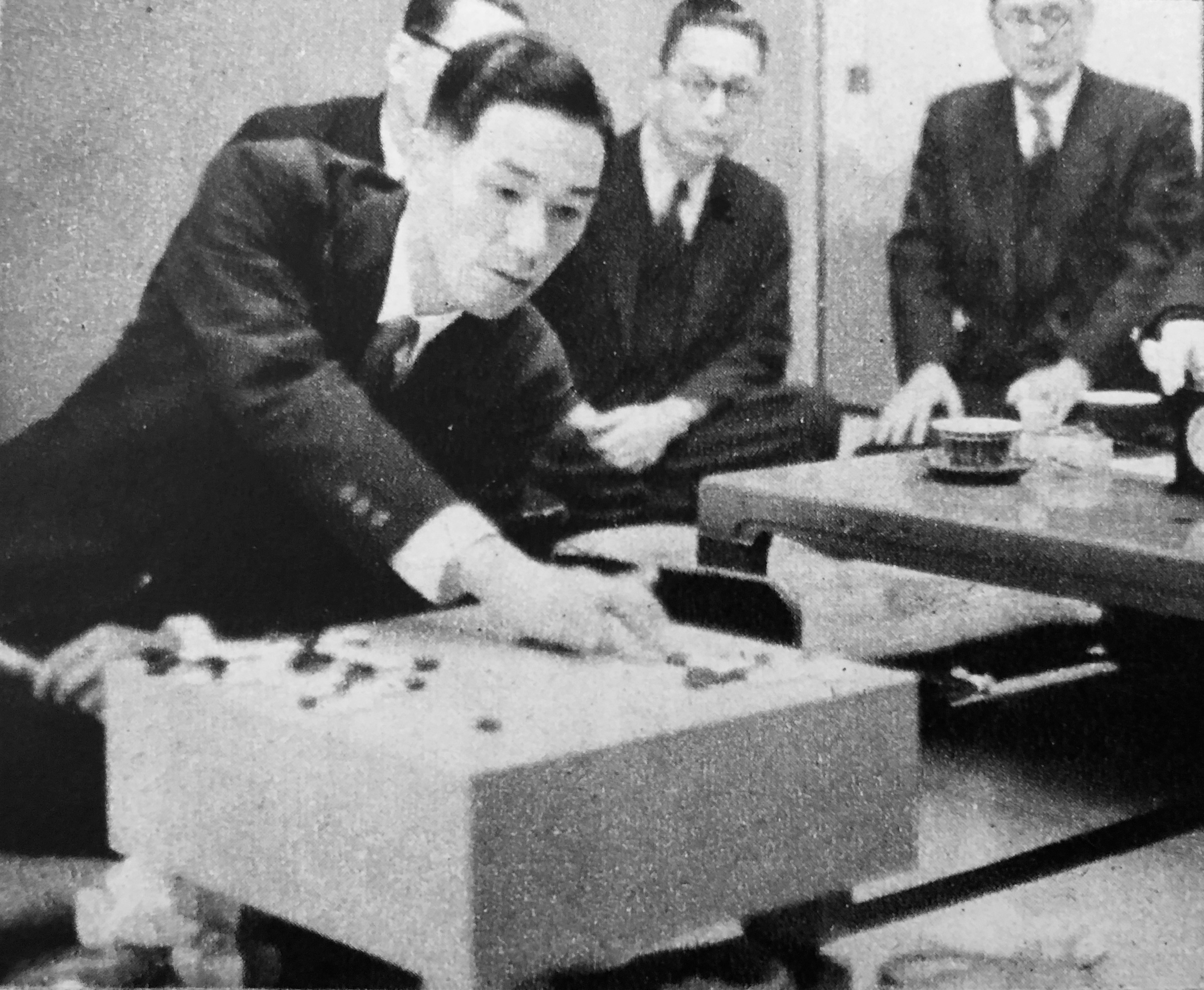
Eio Sakata en 1955.

Surnommé « Le Rasoir » pour sa capacité à découvrir des tesujis extrêmement cachés dans des positions tendues, Eio Sakata est l'un des joueurs restés le plus longtemps au sommet du go japonais.
Sakata est devenu joueur de go professionnel en 1935. Son premier match pour le titre fut le Hon'inbō en 1951, lorsqu'il affronta Hashimoto Utaro. L'enjeu de ce match était plus important que d'habitude car Hashimoto jouait pour le Kansai Ki-in, que Hashimoto avait fondé l'année précédente. Cela mettait une pression supplémentaire sur Sakata pour qu'il récupère le titre de Nihon Ki-in. Sakata commence bien, remportant trois des quatre premières parties, mais Hashimoto se défend et gagne les quatre dernières parties, conservant ainsi le titre Hon'inbō. Par la suite, Sakata remporta quelques petits titres qui furent le début d'une série météorique de victoires majeures au cours de laquelle il remporta presque tous les titres du Japon à l'exception du Hon'inbō.
En 1961, il est à nouveau challenger pour le Hon'inbō. Son adversaire, Takagawa Kaku, avait détenu le titre pendant neuf années consécutives. Sakata remporte le Hon'inbō et le conserve pendant sept années consécutives, devenant ainsi Honinbo honoraire, puis 23e Honinbo, sous le nom de Honinbo Eiju. Pendant son règne de Honinbo, il remporte également le titre de Meijin en 1963, faisant de Sakata le premier joueur à détenir simultanément les deux titres (qui étaient à l'époque les plus grands titres du Japon). L'année 1964 a été la plus faste pour Sakata, qui a remporté 30 parties et n'en a perdu que deux, et qui a détenu sept titres majeurs : Meijin, Honinbo, le championnat de la Nihon Ki-in, Asahi Pro Best Ten, Oza, and Coupe NHK.
Le challenger de Sakata pour le Meijin 1965 était Rin Kaiho, qui n'avait alors que 23 ans. Sakata était le grand favori, mais Rin a remporté le titre. Sakata a défié le Meijin deux années de suite, mais n'a pas réussi à le reconquérir. Rin prend ensuite le Hon'inbō à Sakata. Bien que Sakata ait subi des défaites pour ces titres de premier plan, il a continué à gagner de nombreux autres titres, y compris le Judan et l'Oza.
Sakata a écrit de nombreux ouvrages en japonais, dont plusieurs ont été traduits en anglais, notamment Modern Joseki and Fuseki, The Middle Game of Go, Tesuji and Anti-Suji of Go et Killer of Go.

## Titres
| Titre                   | Années                                                |
| ----------------------- | ----------------------------------------------------- |
| Titres nationaux        | 54                                                    |
| Meijin                  | 1963, 1964                                            |
| Hon'inbō                | 1961 - 1967                                           |
| Judan                   | 1966 - 1968, 1972, 1973                               |
| Oza                     | 1961, 1963, 1964, 1966, 1970 - 1972                   |
| Coupe NEC               | 1982                                                  |
| Coupe NHK               | 1957 - 1959, 1961, 1962, 1964, 1965, 1972, 1976, 1977 |
| Hayago Meijin           | 1956                                                  |
| Hayago Championship     | 1982                                                  |
| Nihon-Kiin Championship | 1955 - 1961, 1964, 1965, 1973 - 1975                  |
| Asahi Pro Best Ten      | 1964, 1967                                            |
| Asahi Top Position      | 1955, 1959, 1961                                      |
| Igo Senshuken           | 1958                                                  |